# Rezolucija Vijeća sigurnosti UN-a 1022
Rezolucijom Vijeća sigurnosti UN-a 1022, usvojenom 22. studenoga 1995., nakon potvrđivanja svih rezolucija o sukobima u bivšoj Jugoslaviji, Vijeće je suspendiralo mjere iz prethodnih rezolucija koje se odnose na bivšu Jugoslaviju.
Bosna i Hercegovina, Hrvatska te Srbija i Crna Gora pohvaljene su za sudjelovanje u mirovnim pregovorima u SAD-u i parafiranje Općeg okvirnog sporazuma. Strane su također dogovorile pomoć u potrazi za dvojicom francuskih pilota nestalih u Bosni i Hercegovini i osiguranju njihovog sigurnog povratka. Istaknuta je važnost suradnje s Međunarodnom konferencijom o bivšoj Jugoslaviji.
Djelujući prema Poglavlju VII Povelje Ujedinjenih naroda, mjere nametnute rezolucijama 757 (1992.), 787 (1992.), 820 (1993.), 942 (1994.), 943 (1994.), 988 (1995.), 992 (1995.), 1003 (1995.) i 1015 (1995.) bili su obustavljen s trenutačnim učinkom. Suspenzija se ne bi odnosila na vojsku bosanskih Srba sve dok se ne povuku iza linija razdvajanja. Osim toga, Vijeće bi prekinulo obustavu mjera protiv Srbije i Crne Gore i vlasti bosanskih Srba nakon konzultacija s visokim predstavnikom, među ostalima, petog radnog dana nakon što primijete da se bilo koja strana nije pridržavala. Deset dana nakon prvih slobodnih i poštenih izbora sve mjere bi bile ukinute. Tijekom suspenzije također bi se oslobodila zamrznuta sredstva.
Rezolucija 1022 usvojena je s 14 glasova za, nijednim i jednim suzdržanim glasom Rusije.

## Vanjske poveznice
| Wikizvor | Engleski Wikizvor ima izvorni tekst na temu: United Nations Security Council Resolution 1022 |

- Text of the Resolution at undocs.org